# Stenaria rupicola
Stenaria rupicola är en måreväxtart som först beskrevs av Jesse More Greenman, och fick sitt nu gällande namn av Edward Everett Terrell. Stenaria rupicola ingår i släktet Stenaria och familjen måreväxter. Inga underarter finns listade i Catalogue of Life.